# Nelson (Georgia)
Nelson è una città degli Stati Uniti d'America, situata in Georgia, divisa tra la Contea di Pickens e la Contea di Cherokee.